# Baron Bethell

Wappen der Barone Bethell

Baron Bethell, of Romford in the County of Essex, ist ein erblicher britischer Adelstitel in der Peerage of the United Kingdom.
Heutiger Familiensitz der Barone ist Manor Farm in Brill bei Aylesbury in Buckinghamshire.

## Verleihung
Der Titel wurde am 23. November 1922 für den Bankier und liberalen Politiker Sir John Bethell, 1. Baronet geschaffen. Diesem war bereits am 26. Juni 1911 der fortan nachgeordnete Titel Baronet, of Park House in the Parish of Romford in the County of Essex, verliehen worden.
Heutiger Titelinhaber ist seit 2007 dessen Urenkel James Bethell als 5. Baron.

## Liste der Barone Bethell (1922)
- John Bethell, 1. Baron Bethell (1861–1945)
- John Bethell, 2. Baron Bethell (1902–1965)
- Guy Bethell, 3. Baron Bethell (1928–1967)
- Nicholas Bethell, 4. Baron Bethell (1938–2007)
- James Bethell, 5. Baron Bethell (* 1967)

Titelerbe (Heir Apparent) ist der Sohn des aktuellen Titelinhabers, Hon. Jacob Bethell (* 2006).